# Leduc 016
Leduc 016 byl francouzský celokovový experimentální letoun s náporovým motorem, který přímo vycházel z předchozího Leducova typu Leduc 010.

## Vznik
Leduc 016 vznikl na základě státní objednávky z roku 1950. Původně měl sloužit k testům různého způsobu samostatného vzletu. Spuštění náporového motoru je možné až po dosažení určité rychlosti, které mělo být dosaženo pomocí raketového vozíku, startovacích raket, nebo pomocných proudových motorů. Cílem bylo vyhnout se nadále složitému zavěšování na nosné letouny, které vynášely předchozí dva prototypy Leduc 010.
Třetí Leducův vyrobený letoun byl proto na konci křídla vybaven dvojicí proudových motorů Turbomeca Marboré I s jednostupňovým radiálním kompresorem, prstencovou spalovací komorou s centrálním vstřikem paliva a jednostupňovou axiální turbínou. Při vlastní hmotnosti 130 kg dávaly maximální tah 3 kN. Inovací prošla také zvětšená svislá ocasní plocha, která dostala lichoběžníkový tvar. Zatahovací podvozek byl s ohledem na vyšší hmotnost pohonných jednotek patřičně zesílen.

## Vývoj
Dokončený Leduc 016 opustil výrobní halu v Argenteuil 30. ledna 1951 a 1. února byl zalétán. Do poloviny ledna 1954 provedl celkem 83 letů, z toho 24 se zažehnutým náporovým motorem. Oproti původním plánům byl i tento prototyp vynášen do vzduchu pomocí čtyřmotorových dopravních letounů SE.161 Languedoc, na které byl ukotven pomocí mechanicko-hydraulické konstrukce. Tu tvořily dva tříprutové kozlíky a jeden hydraulický zvedák, který nesený letoun nastavoval při odpoutávání do vhodného úhlu náběhu. Kotevní body byly provedeny jako kulové klouby sevřené v rozvíracích čelistech, které byly ovládané z pilotní kabiny neseného stroje. Kozlíky byly vybaveny siloměry a antivibračními tlumiči. Během 38. letu byl Leduc 016 výjimečně ukotven na hřbetě čtyřmotorového bombardovacího letounu Heinkel He 274.
Předmětem zkoušek třetího Leducova letounu byly různé kombinace pohonu v různých provozních režimech. Maximální rychlosti M = 0,8 bylo dosaženo při 60. letu 12. května 1953, maximálního dostupu 12 300 m při 71. letu 12. července 1953. V posledním stádiu testů byly proudové motory Marboré I zaměněny za kapkovité palivové nádrže.
Poslední let provedl zkušební pilot Jean Serrail ze Střediska pro letové zkoušky 19. ledna 1954, při kterém vysadila plynová turbína a Leduc 016 havaroval. Následně byl zrestaurován, upraven na standard blízký typu 010, přeznačen na Leduc 010-03 a předán do Musée de l'Air.

## Hlavní technické údaje
Údaje dle
- Rozpětí: 10,49 m
- Délka: 10,25 m
- Výška: 3,39 m
- Nosná plocha: 16,00 m²
- Vzletová hmotnost: 3250 g